# Liste der Stolpersteine in Duisburg-Mitte
Die Liste der Stolpersteine in Duisburg-Mitte enthält alle Stolpersteine, die im Rahmen des gleichnamigen Projekts von Gunter Demnig in Duisburg-Mitte verlegt wurden. Mit ihnen soll an Opfer des Nationalsozialismus erinnert werden, die in Duisburg lebten und wirkten. Es ist bekannt, dass etwa 1300 Juden zur Zeit des Nationalsozialismus in Duisburg lebten.

## Altstadt
| Adresse                                 | Name                | Verlege- datum                                                      | Inschrift | Bild                             | Anmerkung |
| --------------------------------------- | ------------------- | ------------------------------------------------------------------- | --- | -------------------------------- | --- |
| Angerstraße 9 ·                         | Anna Selig          |                                                                     | Hier wohnte Anna Selig geb. Alsberg Jg. 1893 deportiert 1941 ermordet in Riga                                                                              | Stolperstein Anna Selig          | |
| Angerstraße 9 ·                         | Herbert Selig       | Hier wohnte Herbert Selig Jg. 1921 deportiert 1941 ermordet in Riga | Stolperstein Herbert Selig |                                  | |
| Angerstraße 9 ·                         | Hermann Selig       | Hier wohnte Hermann Selig Jg. 1882 deportiert 1941 ermordet in Riga | Hermann Selig |                                  | |
| Beekstraße 41 ·                         | Laura Alsberg       |                                                                     | Hier wohnte Laura Alsberg geb. Oppenheim Jg. 1861 deportiert Theresienstadt ermordet 1945                                                                  | Laura Alsberg                    | |
| Charlottenstraße 77/Ecke Vulkanstraße · | Jakob Feuerstein    |                                                                     | Hier wohnte Jakob Feuerstein Jg. 1881 Opfer des Pogroms 1938 deportiert 1942 Theresienstadt tot                                                            |                                  | |
| Charlottenstraße 77/Ecke Vulkanstraße · | Jakob Finkelstein   |                                                                     | Hier wohnte Jakob Finkelstein Jg. 1893 Flucht Holland interniert Westerbork deportiert 1944 Bergen-Belsen ermordet 1944                                    |                                  | |
| Flachsmarkt 7 ·                         | Wilhelm Kühlen      | 9. Dez. 2022                                                        | Hier wohnte Wilhelm Kühlen Jg. 1912 seit 1938 mehrmals verhaftet/verurteilt $ 175 1940 Emslandlager Neustustrum 1940 Zuchthaus Celle Schicksal unbekannt   | Bild gesucht BW                  | |
| Fuldastraße 6 ·                         | Charlotte Kaufmann  |                                                                     | Hier wohnte Charlotte Kaufmann geb. Diesenberg Jg. 1868 deportiert 1942 tot in Theresienstadt                                                              | Charlotte Kaufmann               | |
| Fuldastraße 14 ·                        | Dr. Manass Neumark  |                                                                     | Hier wohnte Rabbiner Dr. Manass Neumark Jg. 1875 deportiert Theresienstadt ermordet 1942                                                                   | Dr. Manass Neumark               | |
| Fuldastraße 14 ·                        | Hulda Neumark       |                                                                     | Hier wohnte Hulda Neumark Jg. 1868 deportiert 1942 Theresienstadt ermordet 10.9.1943                                                                       | Hulda Neumark                    | |
| Gutenbergstraße 6 ·                     | Simon Seligmann     |                                                                     | Hier wohnte Simon Seligmann Jg. 1870 deportiert Theresienstadt ermordet 1942                                                                               | Simon Seligmann                  | |
| Gutenbergstraße 6 ·                     | Sarah Seligmann     |                                                                     | Hier wohnte Sarah Seligmann geb. Josef Jg. 1866 deportiert Theresienstadt ermordet 1942                                                                    | Sarah Seligmann                  | |
| Kardinal-Galen-Straße 33 ·              | Leopold Gerson      |                                                                     | Hier wohnte Leopold Gerson Jg. 1864 deportiert 1942 ermordet 1942 in Theresienstadt                                                                        | Leopold Gerson                   | |
| Kardinal-Galen-Straße 33 ·              | Bertha Gerson       |                                                                     | Hier wohnte Bertha Gerson geb. Abraham Jg. 1870 deportiert 1942 ermordet 1942 in Theresienstadt                                                            | Bertha Gerson                    | |
| Klosterstraße 47 ·                      | Johanna Kahn        | 11. Aug. 2010                                                       | Hier wohnte Johanna Kahn Jg. 1872 deportiert 1942 Theresienstadt ermordet 1942                                                                             | Bild gesucht BW                  | |
| Köhnenstraße 4–6 ·                      | Dr. Walter Juelich  | 19. Dez. 2017                                                       | Hier wohnte Dr. Walter Juelich Jg. 1895 'Schutzhaft' 1938 Dachau Flucht 1939 USA                                                                           | Bild gesucht BW                  | |
| Köhnenstraße 4–6 ·                      | Martha Juelich      | 19. Dez. 2017                                                       | Hier wohnte Martha Juelich geb. Loewe Jg. 1897 Flucht 1939 USA                                                                                             |                                  | |
| Kuhlenwall 44 ·                         | Arthur Meyer        |                                                                     | Hier wohnte Arthur Meyer Jg. 1898 deportiert 1941 Riga ???                                                                                                 |                                  | |
| Kuhlenwall 44 ·                         | Inge Meyer          |                                                                     | Hier wohnte Inge Meyer Jg. 1930 deportiert 1941 Riga ???                                                                                                   |                                  | |
| Kuhlenwall 44 ·                         | Betty Meyer         |                                                                     | Hier wohnte Betty Meyer geb. Nathan Jg. 1903 deportiert 1941 Riga ???                                                                                      |                                  | |
| Kuhlenwall 44 ·                         | David Bronstein     |                                                                     | Hier wohnte David Bronstein Jg. 1882 deportiert 1942 Łodz ermordet 1945                                                                                    | Stolperstein David Bronstein     | |
| Kuhlenwall 44 ·                         | Erna Bronstein      |                                                                     | Hier wohnte Erna Bronstein geb. Kolski Jg. 1861 deportiert Łodz ermordet 1945                                                                              | Stolperstein Erna Bronstein      | |
| Lahnstraße 35 ·                         | Hertha Herzstein    |                                                                     | Hier wohnte Hertha Herzstein geb. Markus Jg. 1896 KZ Westerbork ermordet 1943 in Sobibor                                                                   | Hertha Herzstein                 | |
| Mainstraße 15 ·                         | Abraham Kaiser      |                                                                     | Hier wohnte Abraham Kaiser Jg. 1874 deportiert 1942 ermordet in Riga                                                                                       | Stolperstein für Abraham Kaiser  | Abraham Adolf Kaiser wurde am 6. März 1874 in Herlinghausen bei Warburg geboren und war wohnhaft in Berlin und Duisburg. Er wurde vom 17. November 1938 bis 15. Dezember 1938 im KZ Dachau inhaftiert und am 13. Januar 1942 mit seiner Frau von Berlin in das Ghetto Riga deportiert. |
| Mainstraße 15 ·                         | Mathilde Kaiser     |                                                                     | Hier wohnte Mathilde Kaiser geb. Rosenbaum Jg. 1881 deportiert 1942 ermordet in Riga                                                                       | Stolperstein für Mathilde Kaiser | Mathilde Rosenbaum wurde am 3. November 1881 in Rees geboren und war wohnhaft in Berlin und Duisburg. Sie wurde am 13. Januar 1942 mit ihrem Mann von Berlin in das Ghetto Riga deportiert.                                                                                            |
| Mainstraße 15 ·                         | Louis Reinauer      |                                                                     | Hier wohnte Louis Reinauer Jg. 1880 deportiert 1941 ermordet in Riga                                                                                       | Louis Reinauer                   | |
| Mainstraße 15 ·                         | Paula Reinauer      |                                                                     | Hier wohnte Paula Reinauer Jg. 1927 deportiert 1941 ermordet in Riga                                                                                       | Paula Reinauer                   | |
| Mainstraße 15 ·                         | Josef Lucas         |                                                                     | Hier wohnte Josef Lucas Jg. 1880 deportiert 1941 Riga ermordet 1944                                                                                        | Josef Lucas                      | |
| Mainstraße 15 ·                         | Elfriede Lucas      |                                                                     | Hier wohnte Elfriede Lucas geb. Adler Jg. 1889 deportiert 1941 ermordet im KZ Stutthof                                                                     | Elfriede Lucas                   | |
| Mainstraße 15 ·                         | Gertrude Lucas      |                                                                     | Hier wohnte Gertrude Lucas Jg. 1925 deportiert 1941 ermordet im KZ Stutthof                                                                                | Gertrude Lucas                   | |
| Mainstraße 15 ·                         | Julius Joel Heimann |                                                                     | Hier wohnte Julius Joel Heimann Jg. 1877 deportiert 1941 ermordet in Riga                                                                                  | Julius Joel Heimann              | |
| Mainstraße 15 ·                         | Martha Heimann      |                                                                     | Hier wohnte Martha Heimann geb. Heidelberg Jg. 1884 deportiert 1941 ermordet in Riga                                                                       | Martha Heimann                   | |
| Mainstraße 15 ·                         | Olga Ulmer          |                                                                     | Hier wohnte Olga Ulmer Jg. 1890 deportiert 1941 ermordet im KZ Stutthof                                                                                    | Olga Ulmer                       | |
| Mainstraße 15 ·                         | Lisette Ulmer       |                                                                     | Hier wohnte Lisette Ulmer Jg. 1897 deportiert 1941 ermordet in Riga                                                                                        | Lisette Ulmer                    | |
| Mainstraße 15 ·                         | Betty Löwenwärter   |                                                                     | Hier wohnte Betty Löwenwärter geb. Löwenstein Jg. 1857 deportiert 1942 Theresienstadt Maly Trostinec ermordet 1945                                         | Betty Löwenwärter                | |
| Mainstraße 50 ·                         | Julius Klestadt     |                                                                     | Hier wohnte Julius Klestadt Jg. 1886 deportiert 1941 ermordet in Riga                                                                                      | Julius Klestadt                  | |
| Mainstraße 50 ·                         | Martha Klestadt     |                                                                     | Hier wohnte Martha Klestadt geb. Stern Jg. 1891 deportiert 1941 ermordet in Riga                                                                           | Martha Klestadt                  | |
| Pulverweg 52 ·                          | Werner Bangert      |                                                                     | Hier wohnte Werner Bangert Jg. 1917 mehrmals verhaftet zuletzt 1942 'Vorbeugehaft' Sachsenhausen ermordet 17.7.1942                                        |                                  | |
| Rabbiner-Neumark-Weg 1 ·                | Gottfried Könzgen   |                                                                     | Gottfried Könzgen Jg. 1886 ermordet 1945 KZ Mauthausen |                                  | |
| Rabbiner-Neumark-Weg ·                  | August Zgorzelski   | 12. Sep. 2018                                                       | Hier wohnte August Zgorzelski Jg. 1904 verhaftet 29.4.1938 1939 zwangssterilisiert 1941 verurteilt §175 Gefängnis Anrath 1943 Buchenwald ermordet 8.1.1944 | Bild gesucht BW                  | der Stolperstein liegt im Weg am südlichen Ende der Stadtmauer |
| Sonnenwall 43 ·                         | Oskar Landau        |                                                                     | Hier wohnte Oskar Landau Jg. 1881 Flucht 1939 Belgien Interniert Mechelen deportiert 1942 ermordet in Auschwitz                                            | Stolperstein Oskar Landau        | |
| Sonnenwall 43 ·                         | Jenny Landau        |                                                                     | Hier wohnte Jenny Landau geb. Herz Jg. 1884 Flucht 1939 Belgien Interniert Mechelen deportiert 1942 ermordet in Auschwitz                                  | Stolperstein Jenny Landau        | |
| Sonnenwall 72 ·                         | Ludwig Windmann     |                                                                     | Hier wohnte Ludwig Windmann Jg. 1876 erschlagen 1938 Opfer des Pogroms                                                                                     |                                  | |
| Sonnenwall 72 ·                         | Ismar Windmann      |                                                                     | Hier wohnte Ismar Windmann Jg. 1903 deportiert 1943 ermordet in Theresienstadt                                                                             |                                  | |
| Universitätsstraße 30 ·                 | Aaron Stachel       |                                                                     | Hier wohnte Aaron Stachel Jg. 1877 deportiert 1939 Ghetto Rszeszow ermordet                                                                                | Aaron Stachel                    | |
| Universitätsstraße 30 ·                 | Fanny Stachel       |                                                                     | Hier wohnte Fanny Stachel geb. Herz Jg. 1878 ausgewiesen 1938 nach Polen ermordet                                                                          | Fanny Stachel                    | |
| Universitätsstraße 32 ·                 | Josef Hoffmann      |                                                                     | Hier wohnte Josef Hoffmann Jg. 1895 verhaftet Sachsenhausen ermordet 1940                                                                                  | Josef Hoffmann                   | |
| Universitätsstraße 32 ·                 | Chana Hoffmann      |                                                                     | Hier wohnte Josef Chana geb. Friedmann Jg. 1899 ermordet                                                                                                   | Chana Hoffmann                   | |
| Universitätsstraße 32 ·                 | Siegmund Hoffmann   |                                                                     | Hier wohnte Siegmund Hoffmann Jg. 1925 deportiert Auschwitz ermordet                                                                                       | Siegmund Hoffmann                | |
| Universitätsstraße 34 ·                 | Frieda Goldberg     |                                                                     | Hier wohnte Frieda Goldberg Jg. 1921 Flucht 1938 Holland deportiert Auschwitz ermordet 1943                                                                | Frieda Goldberg                  | |

## Dellviertel
| Adresse                       | Name                    | Verlege- datum | Inschrift | Bild                                    | Anmerkung                                                                   |
| ----------------------------- | ----------------------- | -------------- | --- | --------------------------------------- | --------------------------------------------------------------------------- |
| Dellstraße 14 ·               | Leo Sonnenberg          |                | Hier wohnte Leo Sonnenberg Jg. 1894 Flucht 1932 Holland interniert 1943 Westerbork deportiert ermordet in Auschwitz                | Stolperstein Duisburg Leo Sonnenberg    |                                                                             |
| Dellstraße 14 ·               | Dina Sonnenberg         |                | Hier wohnte Dina Sonnenberg geb. Steiner Jg. 1900 deportiert 1942 ermordet 1942 in Auschwitz                                       | Stolperstein Duisburg Dina Sonnenberg   |                                                                             |
| Dellstraße 14 ·               | Toni Sonnenberg         |                | Hier wohnte Toni Sonnenberg Jg. 1924 Flucht Holland interniert 1942 Westerbork deportiert ermordet 1942 in Auschwitz               | Stolperstein Duisburg Toni Sonnenberg   |                                                                             |
| Dellstraße 14 ·               | Mirjam Sonnenberg       |                | Hier wohnte Mirjam Sonnenberg Jg. 1925 deportiert 1942 ermordet 1942 in Auschwitz                                                  | Stolperstein Duisburg Mirjam Sonnenberg |                                                                             |
| Dellstraße 14 ·               | Lea Sonnenberg          |                | Hier wohnte Lea Sonnenberg Jg. 1930 Flucht Holland interniert 1942 Westerbork deportiert ermordet 1942 in Auschwitz                | Stolperstein Duisburg Lea Sonnenberg    |                                                                             |
| Dellstraße 14 ·               | Schewa Sonnenberg       |                | Hier wohnte Schewa Sonnenberg geb. Singer Jg. 1867 Flucht 1938 Holland interniert 1943 Westerbork deportiert 1943 Sobibor ermordet | Stolperstein Duisburg Schewa Sonnenberg |                                                                             |
| Düsseldorfer Straße 95 ·      | Walter Braumann         | 12. Aug. 2019  | Hier wohnte Walter Braumann Jg. 1897 verhaftet 24.9.1936 verurteilt §175 Gefängnishaft entlassen 1937                              | Bild gesucht BW                         | der Stolperstein liegt in der Düsseldorfer Straße gegenüber dem Haus Nr. 88 |
| Friedenstraße 13 ·            | Emma Marburger          |                | | Bild gesucht BW                         |                                                                             |
| Friedrich-Wilhelm-Straße 13 · | Julius Elkan            |                | Hier wohnte Julius Elkan Jg. 1890 deportiert Izbica ermordet 1942                                                                  | Julius Elkan                            |                                                                             |
| Friedrich-Wilhelm-Straße 13 · | Klara Elkan             |                | Hier wohnte Klara Elkan geb. Meyer Jg. 1893 deportiert Izbica ermordet 1942                                                        | Klara Elkan                             |                                                                             |
| Grünstraße 51 ·               | Ernestine Windmann      | 11. Aug. 2010  | Hier wohnte Ernestine Windmann geb. Willinger Jg. 1876 ermordet 15.11.1940 'Treppensturz'                                          | Bild gesucht BW                         |                                                                             |
| Grünstraße 51 ·               | Mincia Mandel           | 11. Aug. 2010  | Hier wohnte Mincia Mandel geb. Schorr Jg. 1901 ausgewiesen 1938 Polen zurückgekehrt 1938 deportiert 1940 Bentschen ermordet        |                                         |                                                                             |
| Grünstraße 51 ·               | Max Moses Goldstein     | 11. Aug. 2010  | Hier wohnte Max Moses Goldstein Jg. 1885 deportiert 1941 Łodz ermordet für tot erklärt                                             |                                         |                                                                             |
| Grünstraße 51 ·               | Fanny Goldstein         | 11. Aug. 2010  | Hier wohnte Fanny Goldstein geb. Schurberg Jg. 1885 deportiert 1941 Łodz ermordet für tot erklärt                                  |                                         |                                                                             |
| Johanniterstraße 6 ·          | Fanny Menke             |                | Hier wohnte Fanny Menke geb. Leyser Jg. 1891 verschleppt 1944 Ammendorf ermordet 13.1.1945                                         |                                         |                                                                             |
| Karl-Lehr-Straße 9 ·          | Harro Schulze-Boysen    |                | Hier wohnte Harro Schulze-Boysen Jg. 1909 hingerichtet 1942 Berlin Plötzensee                                                      | Stolperstein Harro Schulze-Boysen       |                                                                             |
| Karl-Lehr-Straße 9 ·          | Libertas Schulze-Boysen |                | Libertas Schulze-Boysen geb. Haas-Heye Jg. 1913 hingerichtet 1942 Berlin Plötzensee                                                | Stolperstein Libertas Schulze-Boysen    |                                                                             |
| Königstraße 24 ·              | Eduard Bendix           |                | Hier wohnte Eduard Bendix Jg. 1874 deportiert 1942 Izbica ermordet                                                                 | Stolperstein Eduard Bendix              |                                                                             |
| Königstraße 24 ·              | Rosa Bendix             |                | Hier wohnte Rosa Bendix geb. Wertheim Jg. 1879 deportiert 1942 Izbica ermordet                                                     | Stolperstein Rosa Bendix                |                                                                             |
| Königstraße 24 ·              | Elise Koebe             |                | Hier wohnte Elise Köbe geb. Stern Jg. 1895 deportiert 1942 ermordet                                                                | Elise Köbe                              |                                                                             |
| Musfeldstraße 87 ·            | Emil Rentmeister        |                | Hier wohnte Emil Rentmeister Jg. 1905 misshandelt ermordet 2.4.1933                                                                | Emil Rentmeister                        |                                                                             |

## Duissern
| Adresse                    | Name               | Verlege- datum                                                                                          | Inschrift                                                                                                   | Bild                                    | Anmerkung |
| -------------------------- | ------------------ | --- | --- | --------------------------------------- | --------- |
| Bechemstraße 4 ·           | Albert Heinemann   | | Hier wohnte Albert Heinemann Jg. 1878 Opfer des Pogrom 1938 KZ Dachau deportiert 1941 ermordet              | Stolperstein Albert Heinemann           |           |
| Bechemstraße 4 ·           | Emma Heinemann     | Hier wohnte Emma Heinemann geb. Selke Jg. 1895 Opfer des Pogrom 1938 KZ Dachau deportiert Riga ermordet | Stolperstein Emma Heinemann                                                                                 |                                         |           |
| Bechemstraße 4 ·           | Hedwig Mendel      | Hier wohnte Hedwig Mendel Jg. 1885 Opfer des Pogrom 1938 deportiert 1942 Izbica ermordet 1945           | Stolperstein Hedwig Mendel                                                                                  |                                         |           |
| Bechemstraße 6 ·           | Dr. Siegbert Cohn  | | Hier wohnte Dr. Siegbert Cohn Jg. 1876 deportiert Theresienstadt ermordet 1944                              | Stolperstein Duisburg Dr. Siegbert Cohn |           |
| Hansastraße 38 ·           | Heinrich Scheuken  | | Hier wohnte Heinrich Scheuken Jg. 1902 im Widerstand verhaftet 1943 Zuchthaus Brandenburg hingerichtet 1944 | Stolperstein Duisburg Heinrich Scheuken |           |
| Königsberger Allee 60 ·    | Wilhelm Sandhövel  | | Hier wohnte Wilhelm Sandhövel Jg. 1900 verhaftet 1934 KZ Sachsenhausen ermordet 11.10.1944                  | Stolperstein Duisburg Wilhelm Sandhövel |           |
| Mülheimer Straße 81 ·      | Lotte Heiber       | | Hier wohnte Lotte Heiber geb. Scheindel Jg. 1881 ausgewiesen 1939 ermordet in Polen                         | Stolperstein Lotte Heiber               |           |
| Mülheimer Straße 81 ·      | Jacob Heiber       | | Hier wohnte Jakob Heiber Jg. 1889 ausgewiesen 1939 ermordet in Polen                                        | Stolperstein Jakob Heiber               |           |
| Prinz-Albrecht-Straße 14 · | Paula Kaufmann     | 22. Feb. 2003                                                                                           | Hier wohnte Paula Kaufmann Jg. 1881 deportiert 1943 Theresienstadt ermordet am 22.2.1943                    | Stolperstein Paula Kaufmann             |           |
| Prinz-Albrecht-Straße 17 · | Dr. Sally Kaufmann | | Hier wohnte Dr. Sally Kaufmann Jg. 1886 deportiert 1943 Theresienstadt ermordet 1944 Auschwitz              | Stolperstein Dr. Sally Kaufmann         |           |
| Prinz-Albrecht-Straße 17 · | Johanna Kaufmann   | | Hier wohnte Johanna Kaufmann Jg. 1890 deportiert 1943 Theresienstadt ermordet 1944 Auschwitz                | Stolperstein Johanna Kaufmann           |           |
| Schweizer Straße 15 ·      | Arnold Leeser      | | Hier wohnte Arnold Leeser Jg. 1886 deportiert 1941 Riga ermordet in Auschwitz                               | Stolperstein Arnold Leeser              |           |
| Schweizer Straße 15 ·      | Ida Leeser         | | Hier wohnte Ida Leeser Jg. 1886 deportiert 1941 Riga verschollen                                            | Stolperstein Ida Leeser                 |           |

## Hochfeld
| Adresse                | Name                | Verlege- datum | Inschrift | Bild            | Anmerkung |
| ---------------------- | ------------------- | -------------- | --- | --------------- | --- |
| Bachstraße 34 ·        | Katharina Sennholz  |                | Hier wohnte Katharina Sennholz Jg. 1902 von SA erschossen 1.2.1933                                                 |                 | |
| Heerstraße 118 ·       | Simon Frost         |                | Hier wohnte Simon Frost Jg. 1901 Gestapohaft 1938 ausgewiesen 1938 nach Polen ermordet in Auschwitz                |                 | |
| Heerstraße 118 ·       | Frieda Frost        |                | Hier wohnte Frieda Frost geb. Kalka Jg. 1909 Gestapohaft 1938 ausgewiesen 1938 nach Polen ermordet in Auschwitz    |                 | |
| Krummenhakstraße 30 ·  | Peter Kerkering     |                | Hier wohnte Peter Kerkering Jg. 1891 denunziert Gestapohaft ermordet 1945                                          |                 | |
| Krummenhakstraße 30 ·  | Olga Pissarewa      |                | Olga Pissarewa Zwangsarbeiterin auf Befehl des Polizeipräsidenten ermordet 1945                                    |                 | |
| Krummenhakstraße 30 ·  | Frieda Krayns       |                | Frieda Krayns auf Befehl des Polizeipräsidenten ermordet 1945                                                      |                 | |
| Moritzstraße 14 ·      | Hugo Steinweg       |                | Hier wohnte Hugo Steinweg Jg. 1886 deportiert 1941 Riga ermordet                                                   |                 | |
| Moritzstraße 14 ·      | Babette Steinweg    |                | Hier wohnte Babette Steinweg geb. Levi Jg. 1891 deportiert 1941 Riga ermordet                                      |                 | |
| Paulusstraße 9 ·       | Adele Cohnen        |                | Hier wohnte Adele Cohnen geb. Breuer Jg. 1875 Opfer des Pogroms 1938                                               |                 | |
| Paulusstraße 9 ·       | Noe Cohnen          |                | Hier wohnte Noe Cohnen Jg. 1875 Opfer des Pogroms 1938                                                             |                 | |
| Wanheimer Straße 30 ·  | Hanni Fruchter      |                | Hier wohnte Hanni Fruchter Jg. 1913 abgeschoben 1939 nach Polen ermordet in Auschwitz                              |                 | |
| Wanheimer Straße 74 ·  | Chaja Ajsenberg     |                | Hier wohnte Chaja Ajsenberg geb. Prawer Flucht Belgien 1933 interniert Mechelen 1942 deportiert Auschwitz ermordet |                 | |
| Wanheimer Straße 74 ·  | Emma-Anna Ajsenberg |                | Hier wohnte Emma-Anna Ajsenberg Jg. 1924 deportiert 1942 ermordet                                                  |                 | |
| Wanheimer Straße 155 · | Peter Verhaelen     | 8. Okt. 2012   | Hier wohnte Peter Verhaelen ...                                                                                    | Bild gesucht BW | der Stolperstein soll an der östlichen Straßenbahnhaltestelle verlegt worden sein und wurde 2019 nicht aufgefunden |

## Kaßlerfeld
| Adresse                  | Name           | Verlege- datum | Inschrift                                                                         | Bild            | Anmerkung |
| ------------------------ | -------------- | -------------- | --------------------------------------------------------------------------------- | --------------- | --------- |
| Kaßlerfelder Straße 17 · | Salomon Baroch | 11. Aug. 2010  | Hier wohnte Salomon Baroch Jg. 1922 deportiert 1941 Łodz ermordet für tot erklärt | Bild gesucht BW |           |
| Kaßlerfelder Straße 17 · | Josef Baroch   | 11. Aug. 2010  | Hier wohnte Josef Baroch Jg. 1924 deportiert 1941 Łodz ermordet für tot erklärt   |                 |           |

## Neudorf-Nord
| Adresse                | Name                   | Verlege- datum | Inschrift | Bild                                | Anmerkung |
| ---------------------- | ---------------------- | -------------- | --- | ----------------------------------- | --------- |
| Grabenstraße 27 ·      | Fritz Goldmann         |                | Hier wohnte Fritz Goldmann Jg. 1888 deportiert 1941 Riga ermordet                                                                    | Stolperstein Fritz Goldmann         |           |
| Grabenstraße 27 ·      | Bertha Goldmann        |                | Hier wohnte Bertha Goldmann Jg. 1891 deportiert 1941 Riga ermordet                                                                   | Stolperstein Berta Goldmann         |           |
| Lerchenstraße 25 ·     | Ferdinand Nathan       |                | Hier wohnte Ferdinand Nathan Jg. 1883 deportiert 1942 ermordet in Izbica                                                             | Stolperstein Ferdinand Nathan       |           |
| Lerchenstraße 25 ·     | Irma Nathan            |                | Hier wohnte Irma Nathan geb. Eichwald Jg. 1902 deportiert 1942 ermordet in Izbica                                                    | Stolperstein Irma Nathan            |           |
| Lerchenstraße 25 ·     | Ruth Nathan            |                | Hier wohnte Ruth Nathan Jg. 1927 Flucht 1939 Holland deportiert ermordet im KZ Sobibor                                               | Stolperstein Ruth Nathan            |           |
| Lerchenstraße 25 ·     | Alfred Nathan          |                | Hier wohnte Alfred Nathan Jg. 1929 Flucht 1939 Holland deportiert KZ Sobibor ermordet 1943                                           | Stolperstein Alfred Nathan          |           |
| Lotharstraße 14b ·     | Gustav Hanauer         |                | Hier wohnte Gustav Hanauer Jg. 1871 deportiert 1942 Theresienstadt ermordet 1942                                                     |                                     |           |
| Lotharstraße 14b ·     | Helene Hanauer         |                | Hier wohnte Helene Hanauer Jg. 1880 deportiert 1942 Theresienstadt ermordet 1943                                                     |                                     |           |
| Lotharstraße 100 ·     | Ida Levi               |                | Hier wohnte Ida Levi Jg. 1879 deportiert 1942 Theresienstadt ermordet in Izbica                                                      |                                     |           |
| Lotharstraße 100 ·     | Emil Mendel            |                | Hier wohnte Emil Mendel Jg. 1892 deportiert 1942 Theresienstadt Auschwitz ermordet 1945                                              |                                     |           |
| Lotharstraße 100 ·     | Lilly Mendel           |                | Hier wohnte Lilly Mendel geb. Löwenthal Jg. 1897 deportiert 1942 Theresienstadt Auschwitz ermordet 1945                              |                                     |           |
| Lotharstraße 100 ·     | Ursula Mendel          |                | Hier wohnte Ursula Mendel Jg. 1933 deportiert 1942 Theresienstadt Auschwitz ermordet 1945                                            |                                     |           |
| Ludgeriplatz 27 ·      | Hans Grohmann          |                | Hier wohnte Hans Grohmann Jg. 1899 von SS erschossen 26.5.1933                                                                       | Stolperstein Duisburg Hans Grohmann |           |
| Ludgeristraße 16 ·     | Dr. Robert Katzenstein | 13. Sep. 2018  | Hier wohnte Dr. Robert Katzenstein Jg. 1886 'Schutzhaft' 1938 Dachau Flucht 1938 Honduras                                            |                                     |           |
| Ludgeristraße 16 ·     | Helga Katzenstein      | 13. Sep. 2018  | Hier wohnte Helga Katzenstein geb. Kauders Jg. 1899 Flucht 1939 Honduras                                                             |                                     |           |
| Ludgeristraße 16 ·     | Kurt Katzenstein       | 13. Sep. 2018  | Hier wohnte Kurt Katzenstein Kenneth J. Gardner Jg. 1924 Kindertransport 1939 England                                                |                                     |           |
| Ludgeristraße 16 ·     | Edgar Katzenstein      | 13. Sep. 2018  | Hier wohnte Edgar Katzenstein Jg. 1927 Flucht 1939 Honduras                                                                          |                                     |           |
| Ludgeristraße 21 ·     | Julius Kasper          |                | Hier wohnte Julius Kasper Jg. 1869 deportiert 1943 KZ Vught/Holland Sobibor ermordet 1943                                            | Stolperstein Julius Kasper          |           |
| Ludgeristraße 21 ·     | Olga Kasper            |                | Hier wohnte Olga Kasper geb. Salomon Jg. 1872 deportiert 1943 KZ Vught/Holland ermordet 1943                                         | Stolperstein Olga Kasper            |           |
| Ludgeristraße 21 ·     | Ruth Kasper            |                | Hier wohnte Ruth Kasper Jg. 1913 deportiert 1943 KZ Vught/Holland ermordet 1943 in Sobibor                                           | Stolperstein Ruth Kasper            |           |
| Manteuffelstraße 6 ·   | Berthold Meyer         |                | Hier wohnte Berthold Meyer Jg. 1875 deportiert 1943 ermordet in Theresienstadt                                                       | Stolperstein Berthold Meyer         |           |
| Manteuffelstraße 6 ·   | Paula Meyer            |                | Hier wohnte Paula Meyer geb. Haas Jg. 1879 deportiert 1943 ermordet in Theresienstadt                                                | Stolperstein Paula Meyer            |           |
| Manteuffelstraße 6 ·   | Heinz Meyer            |                | Hier wohnte Heinz Meyer Jg. 1913 deportiert Izbica ermordet                                                                          | Stolperstein Heinz Meyer            |           |
| Mülheimer Straße 112 · | Samuel Kann            |                | Hier wohnte Samuel Kann Jg. 1881 Flucht 1936 Belgien deportiert 1940 Gurs 1943 Auschwitz ermordet                                    | Stolperstein Samuel Kann            |           |
| Oststraße 112 ·        | Emil Mahnert           |                | Hier wohnte Emil Mahnert Jg. 1892 ermordet 1937 im Polizeipräsidium                                                                  |                                     |           |
| Pappenstraße 3 ·       | Dora Greif             |                | Hier wohnte Dora Greif Jg. 1924 deportiert ermordet 1945                                                                             | Stolperstein Dora Greif             |           |
| Pappenstraße 3 ·       | Dorothea Goldfischer   |                | Hier wohnte Dorothea Goldfischer Jg. 1922 deportiert ermordet in Bentschen                                                           | Stolperstein Dorothea Goldfischer   |           |
| Pappenstraße 3 ·       | Rockmiel Greif         |                | Hier wohnte Rockmiel Greif Jg. 1883 deportiert ermordet 1945                                                                         | Stolperstein Rockmiel Greif         |           |
| Pappenstraße 3 ·       | Szyfra Greif           |                | Hier wohnte Szyfra Greif geb. Binder Jg. 1889 deportiert ermordet 1945                                                               | Stolperstein Szyfra Greif           |           |
| Sternbuschweg 14 ·     | Hans Kasper            |                | Hier wohnte Hans Kasper Jg. 1906 Flucht 1933 Amsterdam interniert 1943 Westerbork deportiert ermordet 1943 in Sobibor                | Stolperstein Hans Kasper            |           |
| Sternbuschweg 14 ·     | Hildegard Kasper       |                | Hier wohnte Hildegard Kasper geb. Löwenthal Jg. 1905 Flucht 1933 Amsterdam interniert 1943 Westerbork deportiert ermordet in Sobibor | Stolperstein Hildegard Kasper       |           |
| Sternbuschweg 14 ·     | Klaus Kasper           |                | Hier wohnte Klaus Kasper Jg. 1931 Flucht 1933 Amsterdam interniert 1943 Westerbork deportiert ermordet in Sobibor                    | Stolperstein Klaus Kasper           |           |

## Neudorf-Süd
| Adresse                 | Name             | Verlege- datum | Inschrift                                                                | Bild                          | Anmerkung |
| ----------------------- | ---------------- | -------------- | ------------------------------------------------------------------------ | ----------------------------- | --- |
| Bismarckstraße 29 ·     | Julius Birk      |                | Hier wohnte Julius Birk Jg. 1885 Gewerkschaftler ermordet 1933           | Stolperstein Julius Birk      | |
| Gustav-Adolf-Straße 4 · | Alwin Kolski     | 23. Mai 2005   | Hier wohnte Alwin Kolski ...                                             | Bild gesucht BW               | |
| Koloniestraße 135 ·     | Anna-Maria Atsch |                | Hier wohnte Anna-Maria Atsch Jg. 1918 deportiert Auschwitz ermordet 1943 | Stolperstein Anna-Maria Atsch | |
| Koloniestraße 135 ·     | Rosa Atsch       |                | Hier wohnte Rosa Atsch deportiert Auschwitz ermordet 1943                | Stolperstein Rosa Atsch       | |
| Koloniestraße 135 ·     | Klara Atsch      |                | Hier wohnte Klara Atsch deportiert Auschwitz ermordet 1943               | Stolperstein Klara Atsch      | |
| Koloniestraße 135 ·     | Ida Atsch        |                | Hier wohnte Ida Atsch deportiert Auschwitz ermordet 1943                 | Stolperstein Ida Atsch        | |
| Nibelungenstraße 95 ·   | Mathias Thesen   |                |                                                                          | Bild gesucht BW               | der Stolperstein wurde ursprünglich vor dem Wohnhaus Thesens in der Nibelungenstraße 95 verlegt, 2019 befand er sich aus unbekannten Gründen vor dem Haus Straußstraße 12 () |
| Straußstraße 6 ·        | Johann Schlösser |                |                                                                          | Bild gesucht BW               | |
| Waldstraße 141 ·        | Luise Rieke      |                | Hier wohnte Luise Rieke Jg. 1913 im Widerstand hingerichtet 1945         |                               | |
| Waldstraße 141 ·        | Anton Stupp      |                | Hier wohnte Anton Stupp Jg. 1886 im Widerstand hingerichtet 1944         | Stolperstein Anton Stupp      | |

## Wanheimerort
| Adresse            | Name               | Verlege- datum | Inschrift                                                                               | Bild | Anmerkung |
| ------------------ | ------------------ | -------------- | --------------------------------------------------------------------------------------- | ---- | --- |
| Erlenstraße 127a · | Wilhelmine Struth  |                | Hier wohnte Wilhelmine Struth geb. Vreede Jg. 1904 erschossen 2.2.1933 in ihrer Wohnung |      | Die „unliebsame“ Arbeiterfrau (aktiv in der Deutschen Arbeiterbewegung und Kassiererin der KPD in Wanheimerort) Wilhelmine Struth (* 1904) wurde am 2. Februar 1933 von der SS durch das Fenster ihres Wohnhauses erschossen. |
| Ginsterstraße 14 · | Michael Rodenstock |                | Hier wohnte Michael Rodenstock Jg. 1885 Gewerkschafter Ermordet 2. Mai 1933             |      | Michael Rodenstock war Gewerkschafter, Distriktvorsitzender der SPD Wanheimerort und Ratsmitglied von Duisburg. Er wurde (zusammen mit Julius Birck, Emil Rentmeister und Johann Schlösser) kurz nach der Machtergreifung der Nationalsozialisten von Angehörigen der SA in einen Keller an der Ruhrorter Straße verschleppt, gefoltert und am 2. Mai 1933 erschlagen. |